# Type O Negative
Type O Negative a fost o formație americană de gothic metal, înființată în Brooklyn, New York, Statele Unite, în anul 1989.